# حمام بومة إفريقية
حمام البومة الإفريقية (بالإنجليزية: African Owl)‏ هي سلالة من الحمام المستأنس من أصل تونسي تمَّ اكتشافه سنة 1735م. وينتمي إلى مجموعة الحمام البومة (بالفرنسية: Pigeon cravaté)‏.

## أصل الكلمة
أصل الاسم مُشتق ومأخوذ من الاسم الإنجليزي، African Owl. تعني حرفيا «بومة إفريقية». بين المتحدثين باللغة الإنجليزية، يُطلق على العديد من سلالات الحمام البومة اسم Owl (بُومَة) بسبب حجم وشكل منقارها الذي يذكرنا بمنقار الطيور الجارحة الليلية.

## وصف

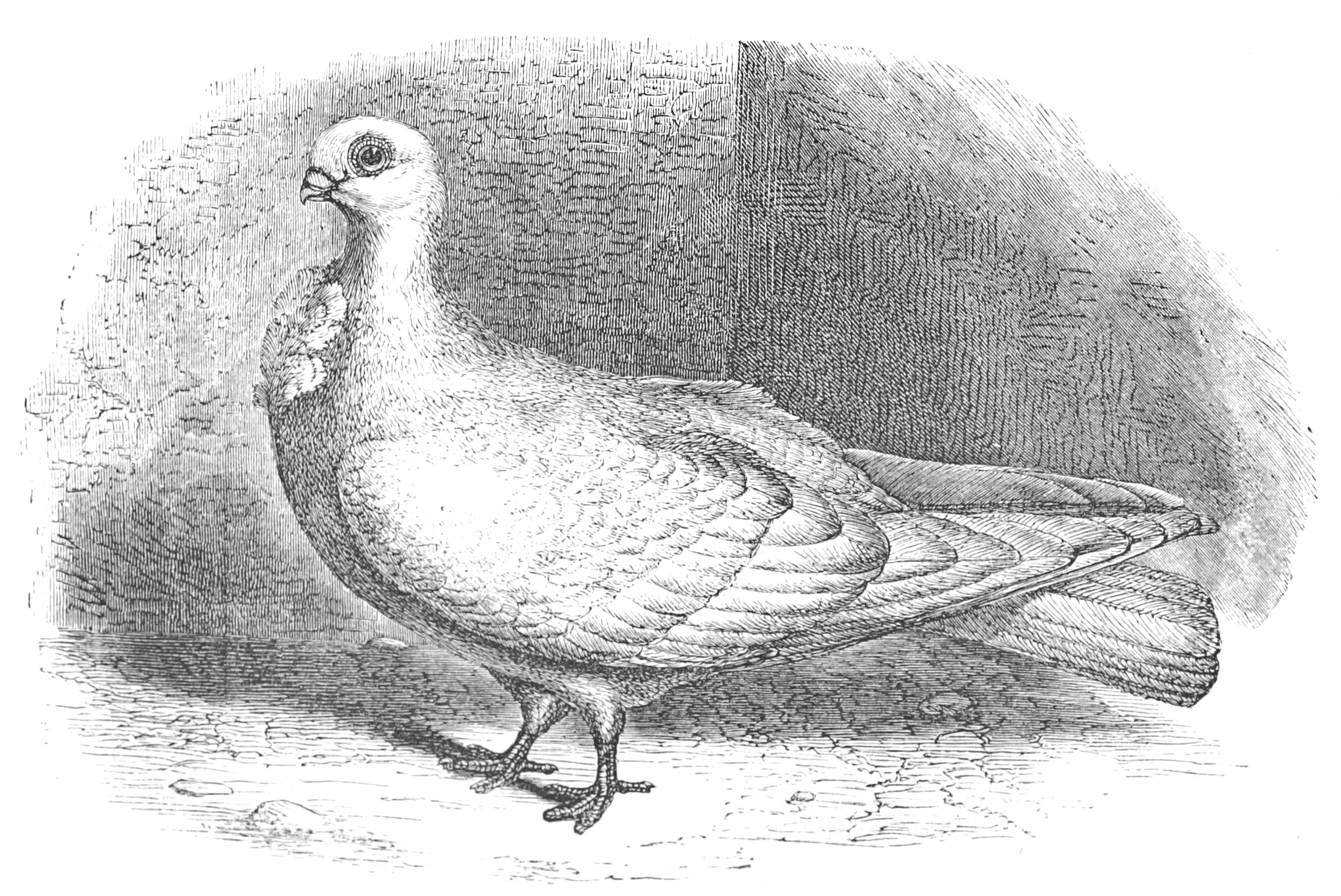
رسم توضيحي لحمام البومة الإفريقية عام 1868.

هو حيوان أصيل (غير مهجن) صغير ذو جسم مرصوص. الرأس كبير ومستدير وله منقار قصير للغاية وعينان كبيرتان. العنق قصير مع وجود ربطة عنق على مستوى الحوصلة. الأرجل صغيرة وعارية (ليس عليها ريش) مع أصابع حمراء. لها ألوان مختلفة: أبيض، أزرق، رمادي، أحمر، أصفر أو أسود.
وهي من أصغر سلالات الحمام في العالم. في كتاب Pigeons: their structure, varieties, habits, and management الذي تم نشره عام 1868، يشير المؤلف إلى أن حمامة بومة إفريقية واحدة بالغة قد تزن 200 غرام فقط. وأما زوج من الطيور البالغة التي تتمتع بصحة جيدة والتي تتغذى جيدًا لن يزيد وزنها عن 450 غرام.

## انتشار
انتشرت السلالة إلى أوروبا في منتصف القرن الحادي والعشرون. إذ تم توريدها إلى المملكة المتحدة في عام 1858 ثم وصلت إلى الولايات المتحدة في تسعينيات القرن التاسع عشر.

## تربية
مثل العديد من الحمام البومة، يَمنع صِغر المنقار البالغين من إطعام صغارهم إذ يجب أن يعهد بالبيض إلى زوج من الحمام من سلالة أخرى لتربية الصغار، أو يربيهم المربي باليد. كما يجب تمييز الطيور بحلقة قطرها 8 مم، حيث تُعتبر سلالة حساسة للرطوبة ومجرى التيارات الهوائية.

## فهرس
- James C. Lyell (1887). Fancy Pigeons (بالإنجليزية). Londres: Gill. p. 193-198..
- Harry G. Wheeler (1978). Exhibition and flying pigeons (بالإنجليزية). Hindhead: Spur Publications. p. 239-240..

## مقالات ذات صلة
- قائمة سلالات الحمام